# Resolutie 1750 Veiligheidsraad Verenigde Naties
Resolutie 1750 van de Veiligheidsraad van de Verenigde Naties werd unaniem door de VN-Veiligheidsraad aangenomen op 30 maart 2007 en verlengde de vredesmacht in Liberia met een half jaar.

## Achtergrond
Na de hoogtijdagen onder het decennialange bestuur van William Tubman, die in 1971 overleed, greep Samuel Doe de macht. Diens dictatoriale regime ontwrichtte de economie en er ontstonden rebellengroepen tegen zijn bewind, waaronder die van de latere president Charles Taylor. In 1989 leidde de situatie tot een burgeroorlog waarin de president vermoord werd. De oorlog bleef nog doorgaan tot 1996. Bij de verkiezingen in 1997 werd Charles Taylor verkozen en in 1999 ontstond opnieuw een burgeroorlog toen hem vijandige rebellengroepen delen van het land overnamen. Pas in 2003 kwam er een staakt-het-vuren en werden VN-troepen gestuurd. Taylor ging in ballingschap en de regering van zijn opvolger werd al snel vervangen door een overgangsregering. In 2005 volgden opnieuw verkiezingen, waarna Ellen Johnson-Sirleaf de nieuwe president werd.

## Inhoud

### Waarnemingen
Liberia bleef doorwerken aan de verbetering van haar bestuur en de strijd tegen corruptie. Het verkreeg ook steeds meer greep op haar natuurlijke rijkdommen. Ook de herintegratie van ex-strijders ging vooruit.

### Handelingen
De Veiligheidsraad verlengde het mandaat van de UNMIL-vredesmacht in Liberia tot 30 september 2007. De secretaris-generaal werd alvast gevraagd een gedetailleerd terugtrekkingsplan voor de missie op te stellen.
De Speciale Rechtbank voor Sierra Leone wilde tot een akkoord komen met Liberia om daar activiteiten uit te voeren. De UNMIL-vredesmacht werd toegelaten deze te ondersteunen.

## Verwante resoluties
- Resolutie 1712 Veiligheidsraad Verenigde Naties (2006)
- Resolutie 1731 Veiligheidsraad Verenigde Naties (2006)
- Resolutie 1753 Veiligheidsraad Verenigde Naties
- Resolutie 1760 Veiligheidsraad Verenigde Naties

Lijst ·  1739 ·  1740 ·  1741 ·  1742 ·  1743 ·  1744 ·  1745 ·  1746 ·  1747 ·  1748 ·  1749 ·  1750 ·  1751 ·  1752 ·  1753 ·  1754 ·  1755 ·  1756 ·  1757 ·  1758 ·  1759 ·  1760 ·  1761 ·  1762 ·  1763 ·  1764 ·  1765 ·  1766 ·  1767 ·  1768 ·  1769 ·  1770 ·  1771 ·  1772 ·  1773 ·  1774 ·  1775 ·  1776 ·  1777 ·  1778 ·  1779 ·  1780 ·  1781 ·  1782 ·  1783 ·  1784 ·  1785 ·  1786 ·  1787 ·  1788 ·  1789 ·  1790 ·  1791 ·  1792 ·  1793 ·  1794